# Euro Truck Simulator 2
Euro Truck Simulator 2 е симулаторна игра и е продължението на Euro Truck Simulator създадена от SCS Software за Microsoft Windows. Играта официално е пусната на 19 октомври, 2012 (16 януари 2013 – Steam). Разположен в Европа, играчът може да пътува из континента, да посещава градове, да доставя различни товари, да си направи фирма, да си купува камион, който може да персонализира по свой вкус, да си купува гаражи и да наема шофьори, които да работят за него.
В играта има два нови лицензирани марки камиони – Scania и Renault. Останалите камиони Volvo, DAF, Iveco и Mercedes-Benz са преименувани на Valiant, DAV, Ivedo и Majestic. Във версия 1.2.5/1.2.5.1 DAF XF е лицензиран напълно, а във версия 1.3.0/1.3.1 Volvo FH16 и Iveco Stralis са лицензирани също.

## Играта
Играчът избира своя начален град измежду Австрия, Белгия, Чехия, Франция, Германия, Унгария, Италия, Люксембург, България, Румъния, Турция, Швеция, Норвегия, Финландия, Латвия, Литва, Естония, Русия, Испания, Португалия,Холандия, Полша, Словакия, Дания Швейцария и Великобритания. Първоначално играчът има достъп само в страната, от която е тръгнал и може да прави само бързи доставки. Когато играчът спечели повече пари или вземе заем от банката, би имал достатъчно пари, за да си купи камион. Така играчът може да избере какъв товар да достави. Пари, които са спечелени или заети от банката могат да се изхарчат за нов камион, персонализиране на камиона, наемане на шофьори, модернизация на гаражи и др.
Играчът натрупва опит след всяка доставка, като получава точки за умение всеки път след вдигане на ниво. Точките за умение може да се използват за отключване на доставки, които изискват различни класове ADR, доставки, които са на по-дълго разстояние, специални товари, чупливи товари, доставки, които са спешни и еко шофиране. Играчът може да избере от редица градове като града, от който започва играта. Тя разполага със 77 града в 13 различни страни.

### Камионите
- DAF XF (DAV преди версия 1.2.5/1.2.5.1)
- Iveco Stralis и Hi-Way (Ivedo преди версия 1.3/1.3.1)
- MAN TGX
- Mercedes-Benz Actros (Majestic)
- Renault Magnum
- Renault Premium
- Scania R-series и Steamline
- Volvo FH16 (Valiant преди версия 1.3/1.3.1)

## DLC (Съдържание за изтегляне)

### Нови бои за камиони
На 24 октомври 2013 набор от тематични бои за Хелоуин бяха пуснати в продажба ексклузивно в онлайн магазина на Steam. На 10 декември 2013 SCS Software пусна нови бои на зимна тема. Това DLC e наречено Ice Cold. Тези бои са съвместими с всички камиони в играта.

#### Разширения за картата
През 2016 година, SCS издава DLC-то "Viva la France", то добавя градове във Франция.
През 2017 година, SCS издава DLC-то "Italia", то добавя градове в Италия.
През 2018 година, SCS издава DLC-то "Beyond the Baltic Sea", то добавя градове в Русия, Литва, Латвия, Естония и Финландия.
През 2019 година е издадено DLC-то "Road to Black Sea", то добавя градове в Румъния, България и Турция.
През 2021 е издадено DLC-то "Iberia", то добавя градове в Испания и Португалия.

## Оценки и награди

### Оценки
Според Metacritic средната оценка на играта от 16 различни сайта е 79/100, като добавят, че това са „сравнително благоприятни отзиви“.

### Награди
PC Gamer награди играта като „Симулатор на Годината 2012“.

## Издатели
| Държава           | Издател              |
| ----------------- | -------------------- |
| Германия, Австрия | Rondomedia           |
| Португалия        | PlayGames            |
| Русия             | Akella               |
| Великобритания    | Excalibur Publishing |
| Полша             | CD Projekt           |
| Франция           | Anuman               |
| Скандинавия       | Wendros              |